# سولت (مغنية راب)
شيريل رينيه جيمس (من مواليد 28 مارس 1966) مغنية وكاتبة أغاني أمريكية، اشتهرت بكونها عضو في فرقة الراب الأمريكي الثلاثي سالت-ان-بيبا الحائزة على جائزة غرامي ، والتي تضم أيضًا بيبا (ساندرا دنتون) وسبينديرا (Deidra "Dee Dee" Roper). قام جيمس ببطولة فيلم سالت-ان-بيبا شو، وهو مسلسل تلفزيوني واقعي يركز على شبكة VH1 في عام 2008.

## روابط خارجية
- سولت على موقع IMDb (الإنجليزية)
- سولت على موقع ميوزك برينز (الإنجليزية)
- سولت على موقع ميوزك برينز (الإنجليزية)
- سولت على موقع إن إن دي بي (الإنجليزية)
- سولت على موقع أول ميوزيك (الإنجليزية)
- سولت على موقع ديسكوغز (الإنجليزية)
- سولت على موقع قاعدة بيانات الفيلم (الإنجليزية)

- Salt N Pepa Official website
- Cheryl James في قاعدة بيانات الأفلام على الإنترنت